# Grzegorz Tusiewicz
Grzegorz Tusiewicz (ur. 23 maja 1947 w Krakowie, zm. 24 lutego 2016 tamże) – polski krytyk jazzowy, publicysta i dziennikarz muzyczny, DJ oraz fotografik. 

## Życiorys
Był absolwentem Politechniki Krakowskiej. W latach 70. XX wieku był jednym z pierwszych didżejów prowadzących imprezy w krakowskim klubie studenckim Pod Jaszczurami, a także członkiem komisji Ministerstwa Kultury i Sztuki ds. Prezenterów Dyskotek. W latach 80. XX wieku był współzałożycielem Polskiego Stowarzyszenia Prezenterów Muzyki. Należał do Polskiego Stowarzyszenia Jazzowego. Był publicystą, recenzentem i fotografem prasy branżowej, publikował między innymi na łamach Jazz Forum oraz Dziennika Polskiego. Przez wiele lat chorował na stwardnienie rozsiane (SM). Zmarł 24 lutego 2016. Pochowany na cmentarzu wojskowym przy ul. Prandoty w Krakowie (kw. LXXXI-5-14).

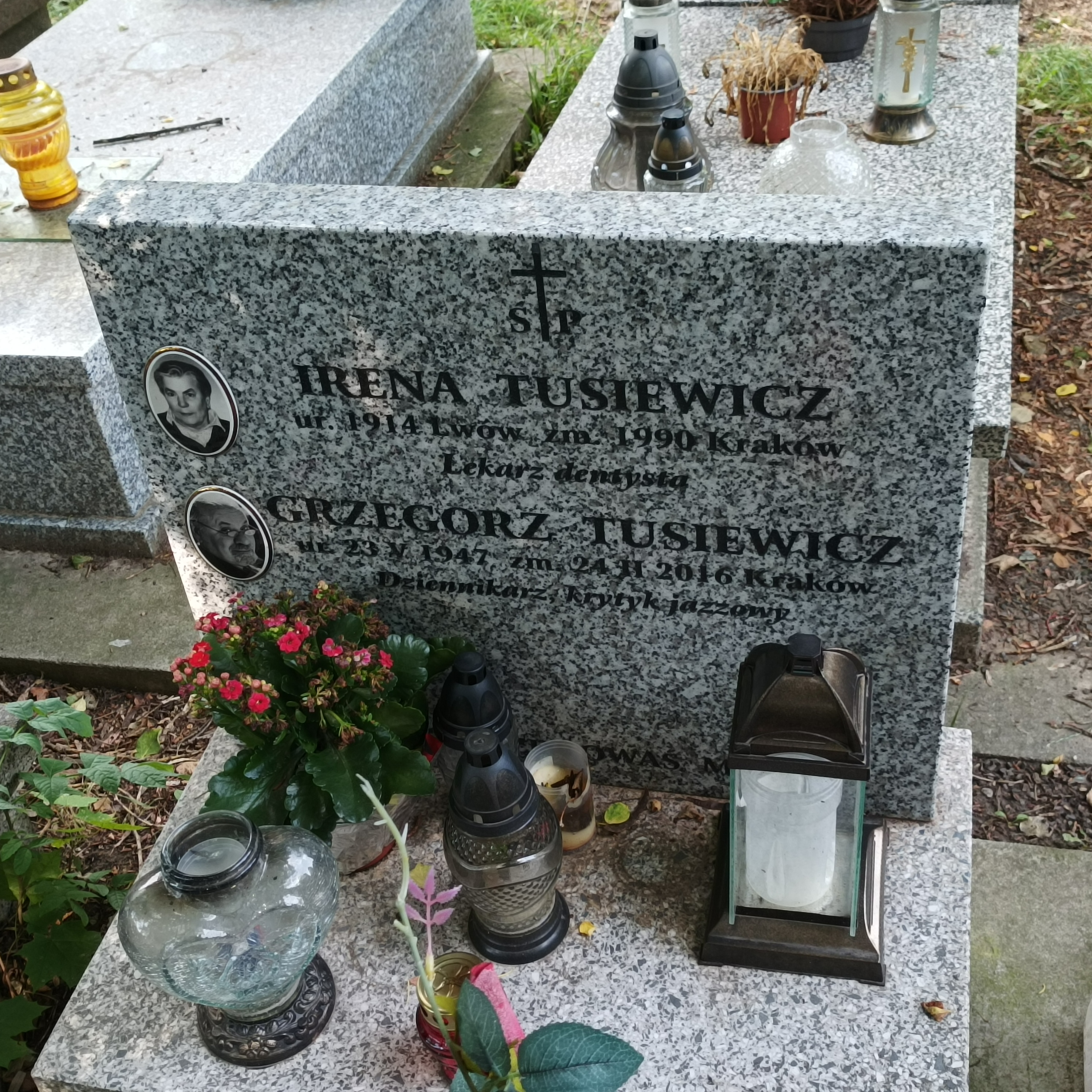
Grób Grzegorza Tusiewicza na cmentarzu przy ul. Prandoty

## Wybrana bibliografia autorska
- Jazz w Krakowie: kronika: wydarzenia i refleksje (NCK - Nowohuckie Centrum Kultury, Kraków, 2002; ISBN 83-88832-40-9)
- Krakowski Jazz - Klub "Helikon": 1956-1969: wspomnienia, impresje i relacje (Polskie Wydawnictwo Muzyczne, Kraków, 2006; ISBN 83-224-0855-2)